# Jaslovské Bohunice
Jaslovské Bohunice este o comună slovacă, aflată în districtul Trnava din regiunea Trnava. Localitatea se află la altitudinea de 162 m deasupra n.m., se întinde pe o suprafață de 20,08 km2 și în 2017 număra 2.292 de locuitori.

## Istoric
Localitatea Jaslovské Bohunice este atestată documentar din 1113.

## Demografie
| An:                | 1994 | 2004    | 2014    | 2024    |
| ------------------ | ---- | ------- | ------- | ------- |
| Număr de persoane: | 1656 | 1848    | 2124    | 2433    |
| Diferență:         |      | +11,59% | +14,93% | +14,54% |

| An:                | 2023 | 2024   |
| ------------------ | ---- | ------ |
| Număr de persoane: | 2415 | 2433   |
| Diferență:         |      | +0,74% |